# Hrvoje Barišić
Hrvoje Barišić (Osijek, 1971.) je hrvatski kazališni, televizijski i filmski glumac.

## Filmografija

### Televizijske uloge
- "Mrkomir Prvi" kao Modnimir (2023.)
- "Der Kroatien Krimi" kao Forenzičar Marko (2016. – 2019.)
- "Zlatni dvori" kao Zvonko Blažević (2016. – 2017.)
- "Da sam ja netko" kao Marko (2015.)
- "Pod sretnom zvijezdom" kao Krešo Ivanović (2011.)
- "Mamutica" kao Gordan Carić (2010.)
- "Moja 3 zida" kao Hrvoje (2009.)
- "Vrata do vrata" kao Krešo (2009.)
- "Hitna 94" kao Alan Posavec (2008.)
- "Dobre namjere" kao Kruška (2007. – 2008.)
- "Naša mala klinika" kao otmičar #1 (2007.)
- "Balkan Inc." kao Pero Miličić (2006.)

### Filmske uloge
- "Vaterpolo" (2016.)
- "Ti mene nosiš" kao Marko (2015.)
- "Branka Marić i izgubljeni sin" (2015.)
- "Branka Marić vrag iz Splita" (2015.)
- "Kauboji" kao Javor Borovec (2013.)
- "Grand Prix" (2009.)
- "Zapamtite Vukovar" (2008.)
- "Mrtvi kutovi" (2005.)
- "Fine mrtve djevojke" (2002.)
- "Chico" (2001.)
- "Die die my darling" (1996.)
- "Mondo Bobo" (1997.)
- "Anđele moj dragi" (1995.)

### Sinkronizacija
- "Avioni, 2" kao Pužević (2013., 2014.)

## Vanjske poveznice
- Hrvoje Barišić u internetskoj bazi filmova IMDb-u (engl.)
- Stranica na Kazalište Trešnja.hr